# Loxogramme humblotii
Loxogramme humblotii är en stensöteväxtart som först beskrevs av Carl Frederik Albert Christensen, och fick sitt nu gällande namn av Carl Frederik Albert Christensen. Loxogramme humblotii ingår i släktet Loxogramme och familjen Polypodiaceae. Inga underarter finns listade.